# Doniphan (Missouri)
Doniphan è un comune degli Stati Uniti d'America, situato nello Stato del Missouri, nella contea di Ripley, della quale è il capoluogo.